# Francesco Maria Pignatelli

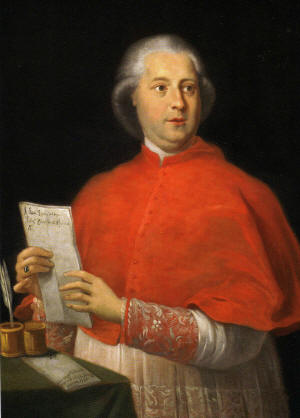
Francesco Maria Pignatelli

Francesco Maria Pignatelli (* 19. oder 22. Februar 1744 in Rosarno, Kalabrien; † 14. August 1815 in Rom) war ein italienischer Kardinal der Römischen Kirche.

## Leben

### Herkunft und frühe Jahre
Er entstammte einer adeligen neapolitanischen Familie und war das zweite der neun Kinder des Fabrizio III. Pignatelli, 8. Fürst von Noia, und dessen Ehefrau Costanza de’ Medici di Ottajano. Fünf seiner Schwestern wurden später Nonnen. Unter seinen Verwandten waren Papst Innozenz XII., ursprünglich Antonio Pignatelli, sowie die Kardinäle Francesco Pignatelli, Domenico Pignatelli di Belmonte und Ferdinando Maria Pignatelli. Seine erste Bildung erfuhr er durch Hauslehrer aus den Orden der Dominikaner und Kapuziner. Im Jahr 1758 zog er nach Rom und besuchte dort das von den Somaskern geführte Collegio Clementino. Am 21. Oktober 1765 erlangte er an der Universität La Sapienza den akademischen Grad eines Doctor iuris utriusque.

### Kirchliche Laufbahn
Er trat als Apostolischer Protonotar in den Dienst der Kurie und wurde am 28. November 1765 Referendar an den Gerichtshöfen der Apostolischen Signatur. Vom 19. Januar 1767 bis zum 30. Juni 1772 war er Vize-Legat in Ferrara. Im Januar 1772 begegnet er als Relator der Consulta. Ab dem 14. Februar 1785 war er „oberster Kammerdiener des Papstes“, was zu jener Zeit lediglich ein Benefiziat darstellte; diese Position bekleidete er bis zu seiner Erhebung in den Kardinalsstand. Im März 1786 wurde er zudem Archidiakon von Gerona.

### Kardinal
Im Konsistorium vom 21. Februar 1794 wurde Francesco Maria Pignatelli von Papst Pius VI. zum Kardinal erhoben. Den Kardinalshut erhielt er am 27. Februar desselben Jahres, und am 12. September 1794 wurde ihm Santa Maria del Popolo als Titelkirche verliehen. Er war Mitglied der Kongregation für die kirchliche Immunität, der Ritenkongregation, der Kongregation für die Heilige Consulta und der Kongregation für die Apostolische Visitation.
Als am 1. Juni 1795 französische Truppen Ferrara kampflos einnahmen, geriet er als Legat kurzzeitig in Kriegsgefangenschaft. Nach seiner Entlassung ging er nach Rom und dann weiter nach Neapel. Napoléon Bonaparte jedoch beharrte auf Francesco Maria Pignatellis Status als Kriegsgefangenem sur parole, unter Widerruf und ordnete an, er solle sich nach Mailand begeben. Papst Pius VI. bat ihn, dem Folge zu leisten, die Unterzeichnung des Vertrags von Tolentino entband ihn jedoch hiervon.
Francesco Maria Pignatelli nahm am Konklave 1799–1800 in Venedig teil, das Pius VII. als Papst wählte. Nach dem Konklave kehrte er nach Rom zurück, das nun von neapolitanischen Truppen besetzt war. Am 2. April 1800 entschied er sich zur Titelkirche Santa Maria in Trastevere. 1801 wurde er Präfekt der Kongregation für die Regularkleriker.
Als Pius VII. nach Frankreich abreiste, um Napoleon Bonaparte zum Kaiser der Franzosen zu krönen, übergab er Kardinal Pignatelli seine Rücktrittserklärung für den Fall, dass er von den Franzosen mit Gewalt von der Rückkehr abgehalten werden würde. Francesco Maria Pignatelli wurde von französischen Truppen am 10. Dezember 1809 festgenommen und nach der Verhaftung Pius’ VII. ins Exil nach Frankreich verbracht. Er war einer der dreizehn „schwarzen Kardinäle“, denen von Napoleon das Tragen des Kardinalspurpur verboten wurde, weil sie sich weigerten, an der Heirat Napoléons I. mit Marie-Louise am 12. April 1810 teilzunehmen. Auf kaiserlichen Befehl hin wurde er zusammen mit Kardinal Alessandro Mattei nach Rethel verbannt. Nach der Unterzeichnung des Konkordats von Fontainebleau wurde er wieder in seine Ämter eingesetzt. Nach dem Widerruf des Papstes gegen den Vertrag, den Pius VII. nicht als Konkordat anerkannte, schloss Francesco Maria Pignatelli sich diesem Widerruf und damit dem Papst an. Aufgrund seiner angegriffenen Gesundheit blieb er in Paris, während andere Kardinäle am 27. Januar 1814 weiter verschleppt wurden. Durch Anordnung der provisorischen Regierung Frankreichs wurde er am 2. April 1814 befreit. Er begab sich zurück nach Rom und starb dort im Jahr darauf. Beigesetzt wurde er in seiner Titelkirche Santa Maria in Trastevere.